# Гроссеггер, Свен
Свен Гроссеггер (нем. Sven Grossegger; род. 17 ноября 1987, Зальфельден-ам-Штайнернен-Мер, Зальцбург) — австрийский биатлонист.

## Карьера
На международных соревнованиях дебютировал на чемпионате мира среди юниоров в 2006 году в американском Преск-Айле. На нём Гроссеггер выиграл серебро в эстафете. Позднее он дважды становился вице-чемпионом Европы среди юниоров в эстафетных гонках.
На этапах Кубка мира дебютировал в сезоне 2008/2009. В сезоне 2010/2011 спортсмен набрал свои первые зачетные кубковые очки, заняв 35-е место на этапе в Преск-Айле.
Наивысший результат на этапах Кубка мира в личных гонках - 10-е место в спринте в шведском Эстерсунде в сезоне 2011/2012.

## Кубки мира
- 2010/11 — 100-е место (6 очков)
- 2011/12 — 57-е место (72 очка)
- 2013/14 — 102-е место (4 очка)